# Oxalis deppei
Oxalis deppei là một loài thực vật có hoa trong họ Chua me đất. Loài này được Lodd. ex Sweet mô tả khoa học đầu tiên năm 1831.